# Klapptor (Wasserbau)

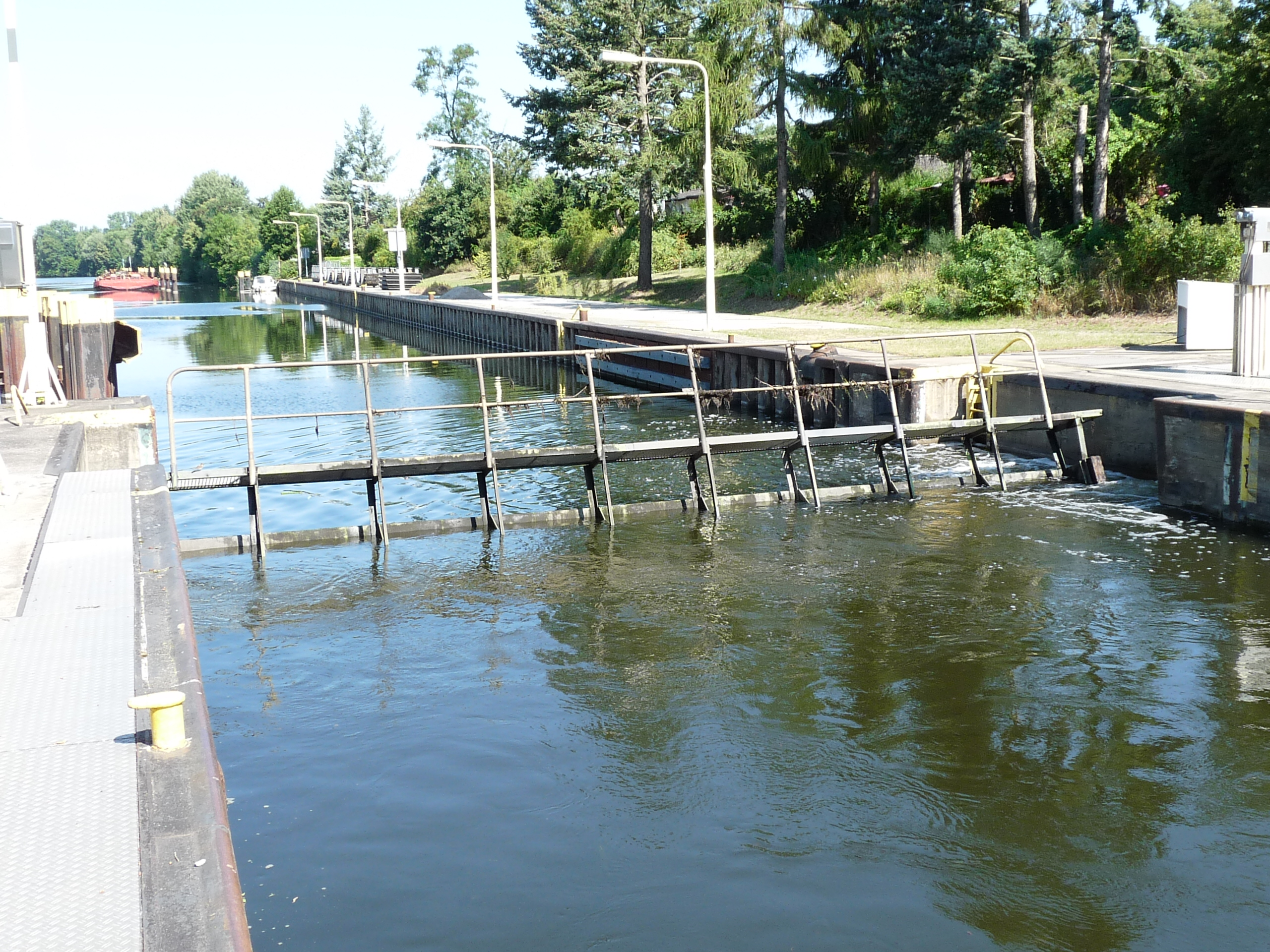
Klapptor während der Öffnung, Schleuse Plötzensee. Tor klappt nach vorn weg

Als Klapptor wird ein einflügeliges Schleusentor einer Schiffsschleuse mit waagerechter, am Schleusenkammerboden angebrachter Drehachse bezeichnet. An kleineren Wasserläufen mit entsprechend kleineren Booten oder Kähnen, z. B. in der Torfschifffahrt, gab es früher den Klappstau, dessen spezielle Klappe vom Wasserfahrzeug 'überfahren' werden konnte.

## Aufbau und Funktion
Das Klapptor einer Schleuse besteht aus einem um eine waagerechte Achse drehbaren Tor, ähnlich einer Klappe, das in gehobener Stellung den Wasserdruck des Oberwassers auf das Dichtungslager der Schleusenkonstruktion ableitet und die Schleusenkammer verschließt. Durch Niederlegen des Klapptores in den zu diesem Zweck entsprechend vertieften Schleusenkammerboden wird das Öffnen der Schleusenkammer erreicht. Wasserfahrzeuge fahren dann über das gelegte Klapptor zum Verlassen der Schleuse. Klapptore werden fast ausschließlich als Verschlusseinrichtung am Oberhaupt einer Schleuse eingesetzt. Um die gesamte Kammerlänge nutzen zu können, klappt das Tor nach Oberwasser auf. Erste Klapptore waren aus Holz. Während später eiserne bzw. stählerne Nietkonstruktionen üblich waren, werden heute Klapptore in voll geschweißter Konstruktionsform gebaut und elektrisch bzw. hydraulisch bewegt.

## Beispiele

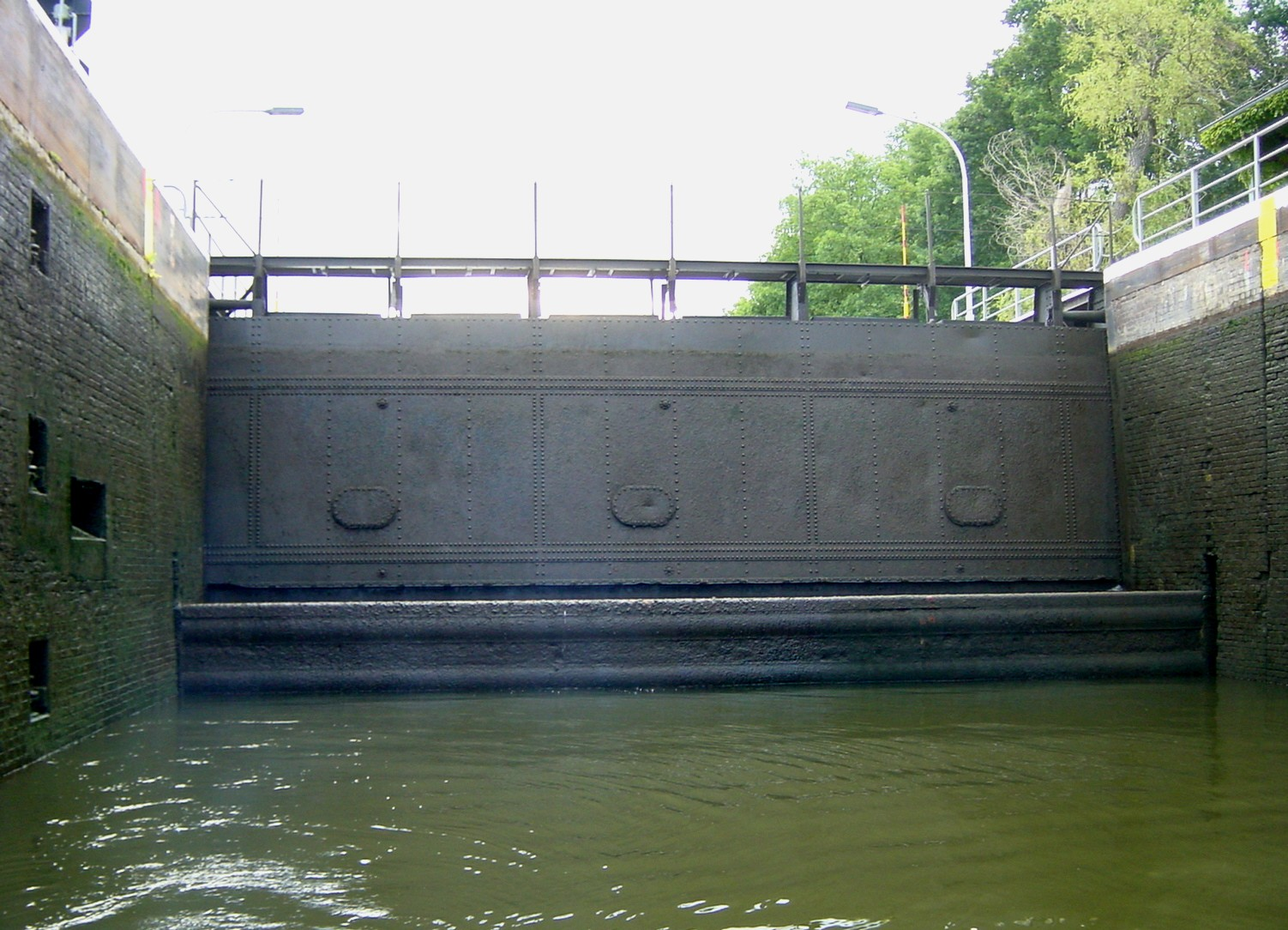
Schleuse Wusterwitz, Klapptor mit Drempel
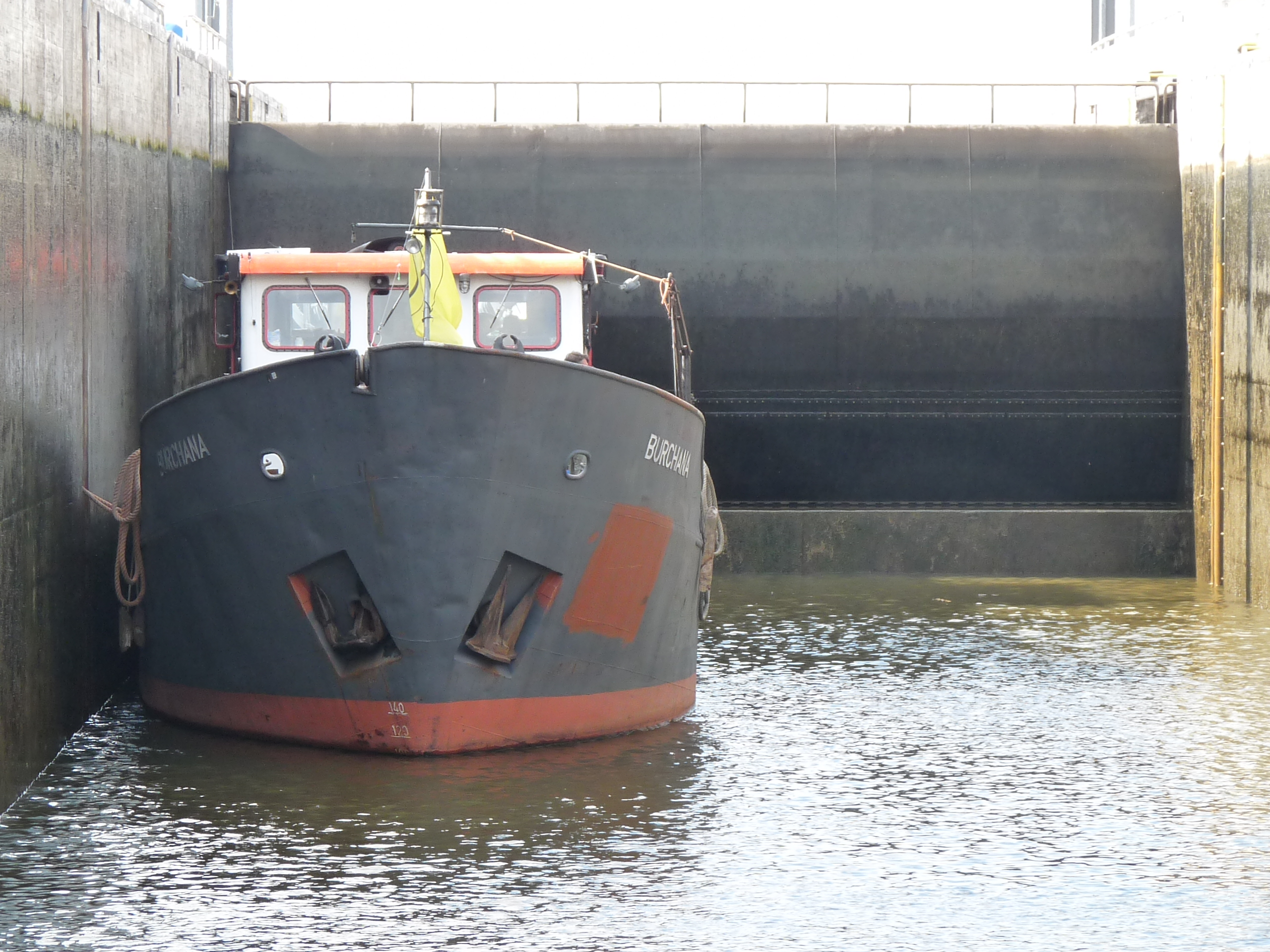
Schleuse Rothensee, Klapptor, Oberwasser
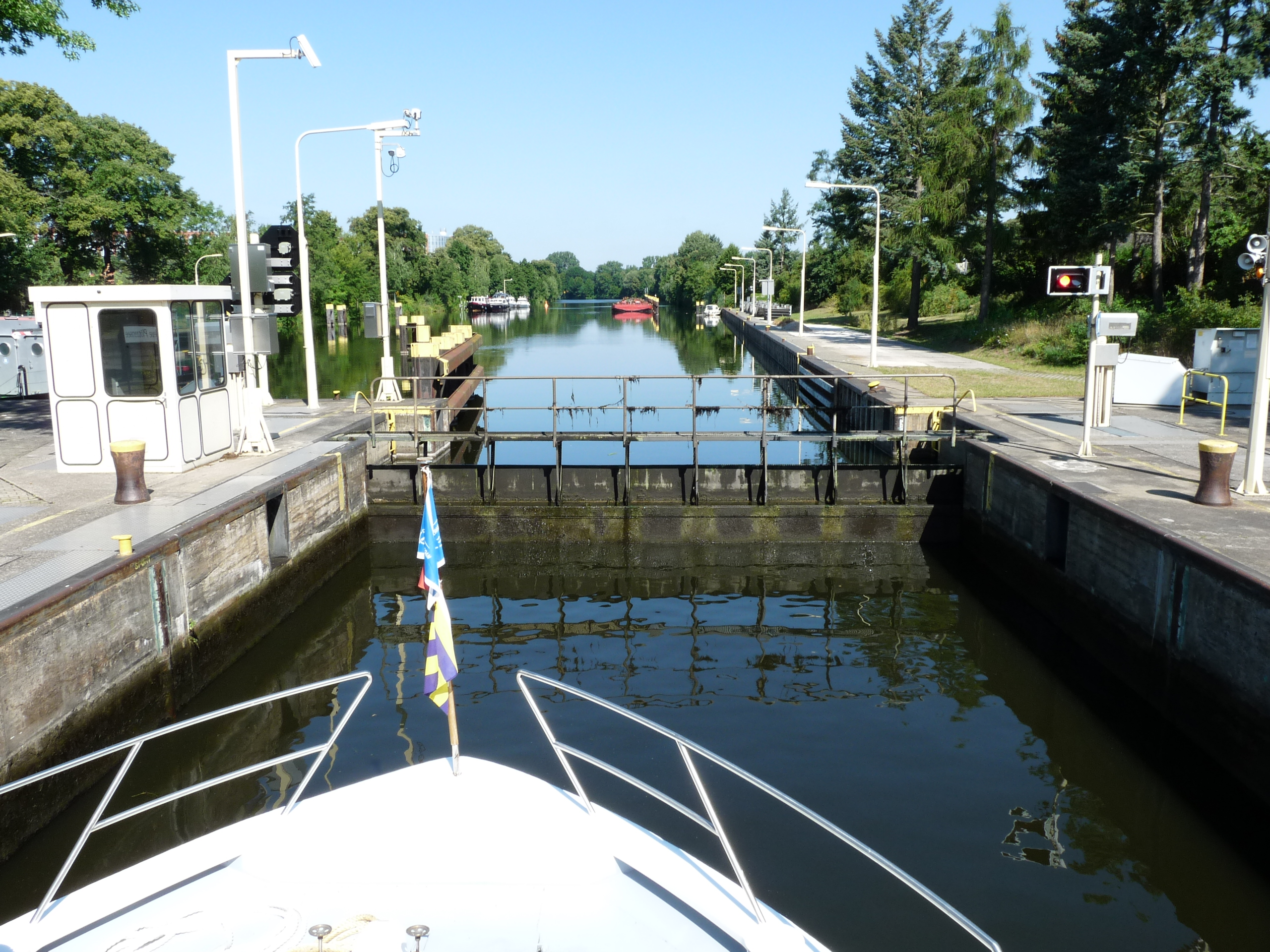
Schleuse Plötzensee, Klapptor Oberwasser
- Klapptor der Schachtschleuse Minden bei der Öffnung, die Öffnung beginnt in dem Video ab 4:05

## Weitere Typen von Schleusentoren
- Hubtor als Schütztafel mit senkrechter Bewegung in Richtung der Torebene nach oben.
- Segmenttor als um eine horizontale Achse drehbarer Staukörper mit kreiszylindrischer Torhaut.
- Schiebetor als einteilige, in waagerechter Richtung bewegliche Tafel.
- Stemmtor aus zwei Flügeln mit senkrechter Drehachse.